# Tonnoiriella fasciola
Tonnoiriella fasciola és una espècie d'insecte dípter pertanyent a la família dels psicòdids que es troba a Àfrica: Tanzània.